# George R.R. Martin
George Raymond Richard Martin (även kallad GRRM), född 20 september 1948 i Bayonne, New Jersey, USA, är en amerikansk romanförfattare och novellförfattare inom fantasy-, skräck- och science fiction, manusförfattare och TV-producent. Han skrev serien med episka fantasyromaner Sagan om is och eld, som anpassades till HBO-serien Game of Thrones (2011–2019).
1979 belönades han med Nebulapriset för Sandkings och 1985 för Portraits of His Children.
Martin är mest känd för sin ännu oavslutade fantasyserie Sagan om is och eld (originaltitel: A Song of Ice and Fire). Översättningar av Sagan om is och eld till svenska har påbörjats två gånger (en gång under 1990-talet och en gång under 2000-talet), men båda gångerna avbröts de utan att hinna ikapp originalutgåvorna. Sedan dess har böckerna åter översatts till svenska. Den första delen i serien, "Kampen om järntronen", var Martins första roman på 13 år efter det kommersiella misslyckandet med romanen "Harmagedon Rag". I november 2008 beställde HBO ett pilotavsnitt för en TV-serie baserad på Sagan om is och eld. Efter att det inspelade pilotavsnittet hade granskats meddelades i mars 2010 att TV-bolaget godkänt produktionen av en TV-serie baserad på böckerna under namnet Game of Thrones. Det första avsnittet sändes den 17 april 2011 i USA på HBO. Serien hade premiär den 4 maj 2011 i Sverige på kanalen Canal+. Martin har själv bidragit med manus till flera avsnitt.
Utöver Game of Thrones har Martin skrivit avsnitt av TV-serierna The Twilight Zone (1986), Skönheten och odjuret (1987–1990) och The Outer Limits (1995).

## Relation till fans

### Blogg
Martin bidrar aktivt till sin blogg, Not a Blog; i april 2018 flyttade han sin blogg från Livejournal till sin egen webbplats. Han gör fortfarande alla sina "skrivningar på en gammal DOS-maskin som kör Wordstar 4.0".

### Kritik
Martin har kritiserats av en del av sina läsare under de långa perioderna mellan böckerna i Sagan om is och eld-serien, särskilt det sexåriga gapet mellan den fjärde romanen, Kråkornas fest (2005) och den femte romanen, Drakarnas dans (2011). År 2010 hade Martin svarat på kritiken genom att säga att han inte bara vill skriva sin Sagan om is och eld-serien, och noterade att arbeta med annan prosa och sammanställa och redigera olika bokprojekt har alltid varit en del av hans arbetsprocess.

## Privatliv
Martin var gift med Gale Burnick 1975-1979 och gifte 2011 om sig med Parris McBride.

## Böcker
- Spiritual Noh -1976
- A Song for Lya (novellsamling) - 1976
- Dying of the Light - 1977
- Isdraken (The Ice Dragon) - 1980
- Nightflyers - 1980
- Windhaven - 1982
- Feberdröm (Fevre Dream) - 1982
- Harmagedon Rag (The Armageddon Rag) - 1983
- Tuf Voyaging (novellsamling) - 1986

### Sagan om is och eld(Game of Thrones)
- Kampen om järntronen (A Game of Thrones) – 1996 (ursprungligen utgiven på svenska som två böcker; I vargens tid och Kampen om järntronen)
- Kungarnas krig (A Clash of Kings) – 1998
- Svärdets makt (A Storm of Swords) – 2000
- Kråkornas fest (A Feast for Crows) – 2005
- Drakarnas dans (A Dance with Dragons) – 2011
- The Winds of Winter (kommande)
- A Dream of Spring (kommande)

Det finns också tre kortromaner som utspelar sig i samma värld som romanserien, men 90 år före händelserna i själva serien:
- The Hedge Knight – 1998
- The Sworn Sword – 2003
- The Mystery Knight – 2010

På svenska har dessa samlats i en volym; Riddaren av de sju konungarikena.
Det finns också en historia om Huset Targaryen i två delar översatt till svenska. Eld och blod del 1 och del 2